# Trento Film Festival
Das Trento Film Festival, ursprünglich Internationales Filmfestival der Berg- und Erkundungsstadt Trient, ist eines der ältesten italienischen Filmfestivals und das weltweit älteste Bergfilmfestival. Es wurde im Jahr 1952 auf Initiative des Club Alpino Italiano (CAI) und der Stadt Trient begründet.
Seit dem Jahr 1987 findet parallel zum Festival die MontagnaLibri statt, eine Veranstaltungsreihe, die sich den Publikationen zur Thematik Berg und Bergfilm widmet, darunter Bücher, Fotografien, Gemälde, Grafiken, Skulpturen, Spiele, Comics, Cartoons.

## Zielsetzung
Während des Festivals werden Filme gezeigt und prämiert, die sich mit dem Hochgebirge befassen, der alpinen Erkundung, dem Bergsteigen und Umweltaspekten. Im Rahmenprogramm finden Treffen von Alpinisten statt.

## Prämierte Filme und Filmemacher (DACH-Auswahl)
Ausgezeichnet wurden dort u. v. a. die Filmemacher
- Wolfgang Brobeil (1954: Bergsteiger am Battert)
- Arnold Fanck (1957: Der ewige Traum)
- Heinz Sielmann (1962: Galápagos - Landung im Eden)
- Lothar Brandler (1964: Eine europäische Seilschaft; 1967: Sensation alpin; 1973: L'eclair – Der Blitz; 1974: Die Wand)
- Gerhard Baur (1976: Kangchendzoenga, Deutsch-Österreichische Kantsch Expedition; 1997: Bergkristall. Paul Membrini – Ein Strahlensucher auf extremen Wegen)
- Kurt Diemberger (1989: K2 – Traum und Schicksal)
- Karin Brandauer (1990: Verkaufte Heimat - Brennende Lieb’)
- Joseph Vilsmaier (1996: Schlafes Bruder; 2010: Nanga Parbat)
- Ermanno Salvaterra (1996: Infinito sud; 2002: Pensieri nel Vento)
- Niki List (1998: Helden in Tirol)
- Karl Prossliner (1998: Der Besuch)
- Thomas Huber (2001: Karakorum ogre)
- Kurt Mayer (2005: Erik(A) – Der Mann, der Weltmeisterin wurde)
- Andreas Kieling (2005: Giant grizzly)
- Marc Eberle (2006: Die Kalash – Töchter des Hindukusch)
- Christian Frei (2006: Giant Buddhas)
- Thomas Wartmann und Lisa Eder (2006: Jenseits von Samarkand)
- August Pflugfelder (2008: Schafskälte)
- Stefan Schwietert (2008: Heimatklänge)
- Ursula Meier (2012: Sister)
- Andreas Nickel (2012: Messner), Publikumspreis
- Natalie Halla (2017: Life In Four Elements)
- Robert Müller (2018: Köhlernächte)
- Hannes Lang (2019: Riafn)

Den pro Jahr unterschiedlich besetzten Jurys gehörten u. v. a. Kurt Diemberger, Stefan Glowacz und Toni Hiebeler an.